# مقاطعة غريفز (كنتاكي)
مقاطعة غريفز (بالإنجليزية: Graves County)‏ هي إحدى المقاطعات في ولاية كنتاكي في الولايات المتحدة الأمريكية.